# Isaac Casaubon
Pour les articles homonymes, voir Casaubon.
 (août 2024).
Si vous disposez d'ouvrages ou d'articles de référence ou si vous connaissez des sites web de qualité traitant du thème abordé ici, merci de compléter l'article en donnant les références utiles à sa vérifiabilité et en les liant à la section « Notes et références ».
Isaac Casaubon, né à Genève le 18 février 1559 et mort à Londres le 1er juillet 1614, est un humaniste et érudit protestant.

## Biographie

### Origines et premières années
Né à Genève de parents huguenots réfugiés, il retourna en France après la promulgation de l’Édit de Saint-Germain en 1562, et suivit sa famille à Crest dans le Dauphiné, où Arnaud Casaubon, son père, devint pasteur de la communauté locale. Le père s’absentait du foyer pendant de longues semaines pour rejoindre l’armée calviniste ; la famille devait régulièrement quitter le village pour se cacher dans les collines afin d’échapper aux bandes armées catholiques qui parcouraient le pays. C’est dans une grotte de ces montagnes, après la Saint-Barthélémy, qu’Isaac reçut de son père ses premières leçons de grec.
À dix-neuf ans, il fut envoyé à l’université de Genève où il poursuivit ses études de grec, sous la direction du Crétois François Portus. Ce dernier meurt en 1581, en recommandant que Casaubon, alors âgé de vingt–deux ans, lui succède. Il tient ainsi la chaire de grec jusqu’en 1596. Il se marie une première fois, devient veuf et se remarie avec Florence Estienne, fille de l’imprimeur Henri Estienne. Il se constitue une riche bibliothèque de livres imprimés et de manuscrits.
Bien qu’Henri Estienne fût son beau-père et Théodore de Bèze le président de l’université, il avait peu d’échanges avec eux et cherchait plutôt le contact des professeurs de passage car Genève, capitale du calvinisme, recevait un flot constant de visiteurs. Il rencontra ainsi Henry Wotton, poète et diplomate, qui logea chez lui. Il fit également connaissance avec Richard Thomson (en) (« Dutch » Thomson), professeur au Clare College de Cambridge, et par Thomson, il entra en contact avec Joseph Juste Scaliger. Ils commencèrent une correspondance suivie en 1594, ne se rencontrèrent jamais mais développèrent admiration, estime mutuelle et amitié. D’influents hommes de lettres français, le protestant Jacques Bongars, le catholique Jacques de Thou et le converti Philippe Canaye, sieur du Fresnes encouragèrent Casaubon à venir s’installer en France,.
En 1596, il accepta un poste à l’université de Montpellier avec le titre de conseiller du roi et professeur stipendié aux langues et bonnes lettres. Il n’y resta que trois ans et prit en outre de nombreux congés, trouvant ses émoluments trop maigres. Il se mit à penser que l’édition de livres grecs constituerait une tâche plus appropriée. À Genève, il avait pris quelques notes sur Diogène Laërce, Théocrite et le Nouveau Testament. Son premier travail d’éditeur fut cependant une édition de Strabon, en 1587, dont il fut si mécontent par la suite qu’il s’en excusa auprès de Scaliger. Elle fut suivie de l’édition princeps de Polyen en 1589, d’un texte d’Aristote en 1590 et de quelques notes insérées dans l’édition Estienne de Denys d'Halicarnasse et de la correspondance de Pline le Jeune. Son édition des Caractères de Théophraste (1592), est le premier exemple de son style de la maturité. Quand il partit pour Montpellier il avait déjà commencé à travailler sur son magnum opus, l’édition commentée d’Athénée de Naucratis.

### Séjour à Paris
En 1598, Casaubon était à Lyon, surveillant l’impression de son Athénée. Il logeait dans la maison de Méry de Vic, surintendant de la justice, un catholique modéré. Accompagné de De Vic, Casaubon se rendit brièvement à Paris, où il fut présenté à Henri IV. Le roi évoqua la possibilité de confier à Casaubon la charge de relever l’université de Paris, alors en piteux état. En janvier 1599, il reçut une convocation à se rendre à Paris, mais les termes de la lettre étaient si ambigus que Casaubon hésita à s’exécuter. Il abandonna cependant sa chaire de Montpellier mais resta encore un an à Lyon avec de Vic, où il espérait rencontrer le roi qui devait faire une tournée dans le sud. La proposition resta sans lendemain. En revanche, de Vic le convia à Paris pour une affaire autrement importante, la conférence de Fontainebleau. On convainquit Casaubon d’arbitrer la rencontre entre Philippe Duplessis-Mornay et le cardinal Jacques-Davy Duperron. En acceptant, il se mit dans une position difficile, comme le mentionne Scaliger :

« Non debebat interesse Colloquio Plessiæano ; erat asinus inter simias, doctus inter imperitos. [Casaubon n’aurait pas dû s’engager dans cette conférence avec Du Plessy ; c’était un âne parmi des singes, un érudit au milieu d’ignorants.] »

— J. J. Scaliger, Scaligerana, Cologne, 1667, p. 45)
L'événement avait été organisé de telle manière que le parti protestant (Philippe Duplessis-Mornay) ne pouvait manquer de perdre. En acceptant d’être impliqué, Casaubon confirma les suspicions contre lui selon lesquelles, comme son ami et mécène, Canaye du Fresne, il allait abjurer. De ce moment, il suscita à la fois l’espoir et la crainte des deux partis ; les catholiques prodiguant force promesses, le pressaient d’agir ; les ministres protestants insinuant qu’il se préparait à abandonner une cause perdue, laissaient entendre qu’il s’agissait seulement d’une question de prix. Aucun des partis en présence ne comprenait que la lecture qu’avait faite Casaubon des Pères de l’Église l’avait conduit à adopter une position médiane, à mi-chemin entre le calvinisme genevois et l’ultramontanisme.
Enfin le roi lui réitéra son invitation à s’installer à Paris, finit par lui accorder une pension mais ne parla plus de l’université. Une réforme récente avait en effet restreint le recrutement aux seuls catholiques ; bien que les chaires du Collège de France ne fussent pas soumises aux statuts de l’université, l’opinion publique était si violemment anti-protestante, qu’Henri IV n’osa pas nommer un calviniste à ce poste. Quand le bibliothécaire-adjoint du roi, Jean Gosselin, mourut en 1604, Casaubon lui succéda, avec un salaire de 400 livres en sus de sa pension.
Casaubon resta à Paris jusqu’en 1610. Ces dix années furent les plus brillantes de sa vie. Il avait acquis la réputation d’être, après Scaliger, l’homme le plus savant de son époque, dans un temps où l’érudition était le seul critère du mérite littéraire. Il était riche, pouvait participer à des services protestants à Ablon-sur-Seine ou Charenton, et pouvait communiquer librement avec les hommes de lettres français et étrangers. Par-dessus tout, il pouvait facilement disposer de livres grecs, imprimés et manuscrits, qui ne se trouvaient qu’à Paris et qui lui avaient si cruellement fait défaut à Genève et à Lyon.

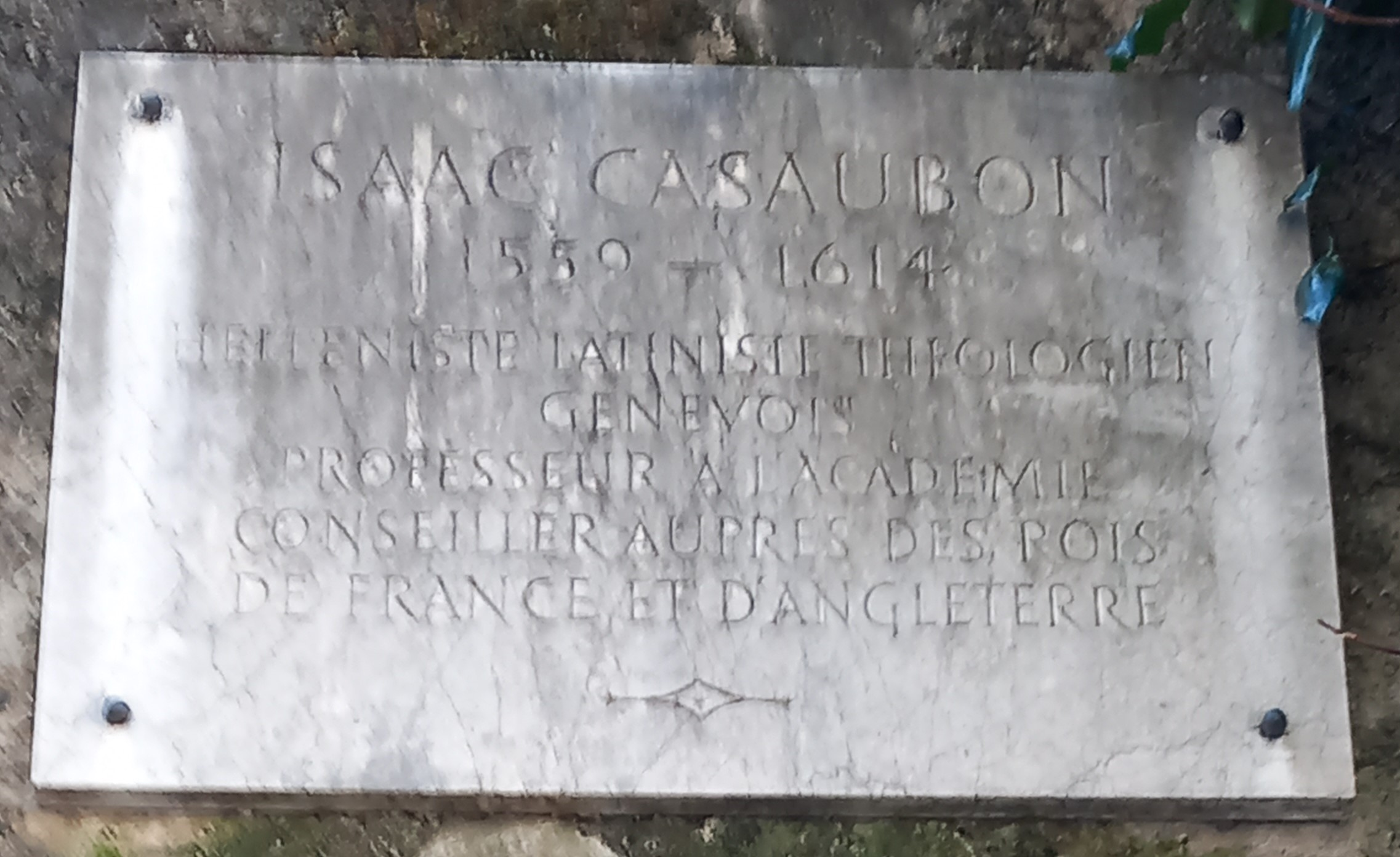
Plaque au passage Casaubon à Genève

Malgré tout, Casaubon cherchait à quitter Paris. Des offres lui avaient été faites pour s’installer à Nîmes, Heidelberg ou Sedan. Ses amis, Lectius et Giovanni Diodati, souhaitaient, eux, le ramener à Genève. Casaubon se sentait en effet toujours inquiété à cause de sa religion : la vie des Huguenots parisiens était à l’époque toujours remplie de craintes, car la police aurait été impuissante à les protéger des soulèvements de la foule. Depuis la conférence de Fontainebleau, l’impression prévalait que Casaubon était sur le fil du rasoir. Les catholiques lui avaient fait comprendre qu’il ne pourrait être nommé professeur qu’à la condition d’abjurer le protestantisme. Quand il devint clair que Casaubon ne se laisserait pas acheter, Henri IV, dont il était l’ami personnel, prit sur lui d’essayer de le convertir. Le cardinal Jacques-Davy Duperron, son aumônier, eut une polémique avec lui dans la bibliothèque du roi. De leur côté, les huguenots, et particulièrement Pierre du Moulin, le pasteur responsable de la congrégation de Paris, accusèrent Casaubon de faire trop de concessions, et d’avoir outrepassé les cadres de la stricte orthodoxie calviniste.

### Dernières années en Angleterre
Quand l’assassinat d’Henri IV eut porté au pouvoir le parti ultramontain à la cour, Duperron devint plus pressant, voire menaçant. Casaubon commença alors à considérer d’un œil favorable les propositions émanant des évêques et de la cour d’Angleterre. En octobre 1610 il se rendit outre-Manche, dans la suite de l’ambassadeur, Lord Wotton of Marley (frère de l’ami d’enfance de Casaubon, Henry Wotton), répondant ainsi à une invitation officielle qui lui avait été faite par Richard Bancroft, archevêque de Canterbury. Il fut très bien accueilli par le roi Jacques Ier, qui l’envoyait souvent chercher pour discuter théologie. Les évêques anglais se réjouirent de ce que l’érudit français était déjà devenu anglican par le cœur, qu’il était arrivé, par une étude indépendante des Pères de l’Église, à cette via media (voie médiane) entre puritanisme et catholicisme, qui allait devenir la marque de l’Église d’Angleterre. Casaubon, quoique laïc, fut nommé sur une stalle à prébendes à Canterbury, avec une rente de 300 livres par an. Le roi insista sur ce que « M. Casaubon soit payé avant moi, ma femme, et mes fermes. » Casaubon garda néanmoins ses appointements en France et son titre de bibliothécaire : il avait reçu une autorisation d’absence pour se rendre en Angleterre, où il n’était pas supposé s’installer de manière permanente. Pour l’obliger à rentrer, la régente Marie de Medicis, refusa de lui envoyer sa bibliothèque outre-Manche. Il fallut une requête personnelle du roi Jacques pour autoriser sa femme à lui apporter les livres qui lui étaient absolument nécessaires. Casaubon dut continuer à affirmer sa fidélité à la régente et sa disponibilité à rentrer dès qu’il en recevrait la demande.
Il connut le succès. John Overall (en), l’un des hommes d’Église les plus érudits du royaume, l’invita avec sa famille, dans son doyenné de Saint-Paul et lui en laissa la jouissance pendant un an. Lancelot Andrewes (en), évêque d’Ely, devint également son ami et lui fit visiter Cambridge, où il fut reçu avec les honneurs par les autorités de l’université. Ils allèrent ensemble à Downham, dans les environs de Cambridge, où Casaubon passa six semaines durant l’été 1611, année durant laquelle il fut naturalisé anglais. En 1613, Sir Henry Savile l’emmena à Oxford, où, reçu avec les hommages appuyés de l’université, il put consulter les manuscrits de la bibliothèque Bodléienne. Il refusa le diplôme d’honneur que l’université aurait voulu lui conférer.
Malgré cette situation somme toute confortable, Casaubon découvrit petit à petit les inconvénients de sa situation. Lié au roi et aux évêques, il partageait leur impopularité grandissante. Les courtisans étaient jaloux de ce pensionné étranger, si proche du roi. Casaubon fut particulièrement mortifié par l’attitude de Henry Wotton, tellement opposée à leur amitié passée. Des vandales allèrent briser ses fenêtres, et ses enfants furent molestés dans la rue. Un jour, on le vit arriver au Palais de Theobalds avec un œil au beurre noir, parce qu’il avait été attaqué en chemin. Ces intimidations semblent avoir eu pour unique cause un fort sentiment anti-français : Casaubon, quoiqu’il pût lire l’anglais, ne le parlait pas correctement. Cette incapacité l’exposait aux insultes, et restreignait d’autant ses activités mondaines. Il fut exclu du cercle des « spirituels » ; et il ne fut pas reçu dans le cercle des érudits laïcs, les « antiquaires » comme William Camden, Robert Cotton et Henry Spelman. De plus, Casaubon avait à souffrir des attaques ouvertes des pamphlets jésuites, qui, après son émigration en Angleterre, en avaient fait leur cible : Andreas Eudaemon-Joannes, Héribert Rosweyde et Scioppius (Gaspar Schoppe), et même un écrivain respectable comme Andreas Schott d’Anvers, donnèrent corps à l’insinuation selon laquelle Casaubon avait vendu sa conscience contre l’or anglais.
Il souffrit également d’un manque de liberté : il avait le sentiment de ne plus s’appartenir. Il était continuellement convoqué dans les résidences de chasse du roi Jacques pour lui tenir compagnie. Le souverain et les évêques le poussaient à écrire des opuscules courtisans et des éloges du pouvoir royal. Enfin, mettant à l’épreuve son érudition, ils lui demandèrent de réfuter les Annales ecclésiastiques de César Baron, alors très populaires. Casaubon perdit dans cette entreprise ce qui lui restait d’énergie.
Il mourut d’une malformation congénitale de la vessie et fut enterré dans l’abbaye de Westminster. Son monument funéraire fut érigé en 1632 par son ami l’évêque de Durham, Thomas Morton.
Son fils, Méric Casaubon, fut aussi un homme de lettres.

## Publications
Outre les éditions déjà mentionnées, Casaubon fit des éditions commentées de Perse, Suétone, Eschyle, et des Scriptores Historiae Augustae. L’édition de Polybe, sur laquelle il avait beaucoup  travaillé, est restée inachevée. Son travail le plus ambitieux fut le commentaire des Deipnosophistes d’Athénée. Son Théophraste montre peut-être le mieux l’excellence de son travail de commentateur. Son dernier ouvrage de commande, les Exercitationes in Baronium (Réfutations des erreurs de Baronius) ne constituent qu’une introduction à une critique globale qu’il se proposait d’entreprendre : il souhaitait mettre en exergue l’absence de travail de l'auteur sur ses sources. Il n’obtint qu’un succès modéré, même parmi les protestants. Quant à son analyse du Corpus Hermeticum, elle fit date car elle détruisit la croyance selon laquelle ces textes avaient été écrits par un quasi-contemporain de Moïse ; il les data, en effet, entre 200 et 300 ap. J.-C.
Sa correspondance en latin fut rassemblée par Theodoor Jansson van Almeloveen (Rotterdam, 1709), qui préfaça le recueil et rédigea sa biographie. L’éditeur hollandais n’avait toutefois pris connaissance que d’extraits de son journal. Celui-ci, Ephemerides, dont le manuscrit est conservé dans la bibliothèque du chapitre de Cantorbéry, fut édité en 1850. Il représente le document le plus complet sur ce que pouvait être la vie quotidienne d’un lettré du XVIe siècle.
- Notae ad Diogenis Laërtij libros de vitis, dictis et decretis principum philosophorum, Morges, J. Le Preux, 1583
- Theocriticarum lectionum libellus, dans: Vetustissimorum Authorum Georgica, Bucolica & Gnomica poemata quae supersunt, Genève, Vignon, 1584
- Animadversionum in Athenaei Dipnosophistas libri XV, Lyon, Antoine de Harsy, 1600
- Historiae Avgvstae Scriptores Sex. Aelius Spartianus, Iulius Capitolinus, Aelius Lampridius, Vulcatius Gallicanus, Trebellius Pollio, & Flauius Vopiscus. Isaacvs Casavbonvs ex vett. libris recensuit : idemque librum adiecit emendationvm ac notarvm, Paris, Drouart, 1603.
- De satyrica Graecorum poesi et Romanorum satira libri duo, Paris, Drouart, 1605 — La poésie satirique chez les Grecs et la satire chez les Romains.
- De rebus sacris et ecclesiasticis exercitationes XVI, Londres, 1614.
- Auli Persii Flacci Satirarum Liber[10], Paris, Drouart, 1615. Les Satires d'Aulus Persius Flaccus. Cette copie est la deuxième édition de son grand commentaire (première édition : 1605). Basée sur ses conférences grecques à Genève.
- Misoponeri Satyricon. Cum notis aliquot ad obscuriora prosae loca et Graecorum interpretatione, Leyde, Sebastianus Wolzius, 1617 — Ouvrage posthume dédié au roi d'Angleterre.

### Liste d'écrits en ligne
- Liste de wordcat.org

## Compléments

### Hommages
À Genève, le passage Isaac-Casaubon porte son nom ; il mène de la ville basse au collège Calvin.